# Cladonota biclavatus
Cladonota biclavatus är en insektsart som beskrevs av John Obadiah Westwood. Cladonota biclavatus ingår i släktet Cladonota och familjen hornstritar. Inga underarter finns listade i Catalogue of Life.